# Nowodanyliwka (rejon melitopolski)
Nowodanyliwka (ukr. Новоданилівка) – wieś na Ukrainie, w obwodzie zaporoskim, w rejonie melitopolskim, w hromadzie Jakymiwka. W 2001 liczyła 2070 mieszkańców, spośród których 381 wskazało jako ojczysty język ukraiński, 1630 rosyjski, 1 bułgarski, a 58 inny.